# Chachachá (baile)

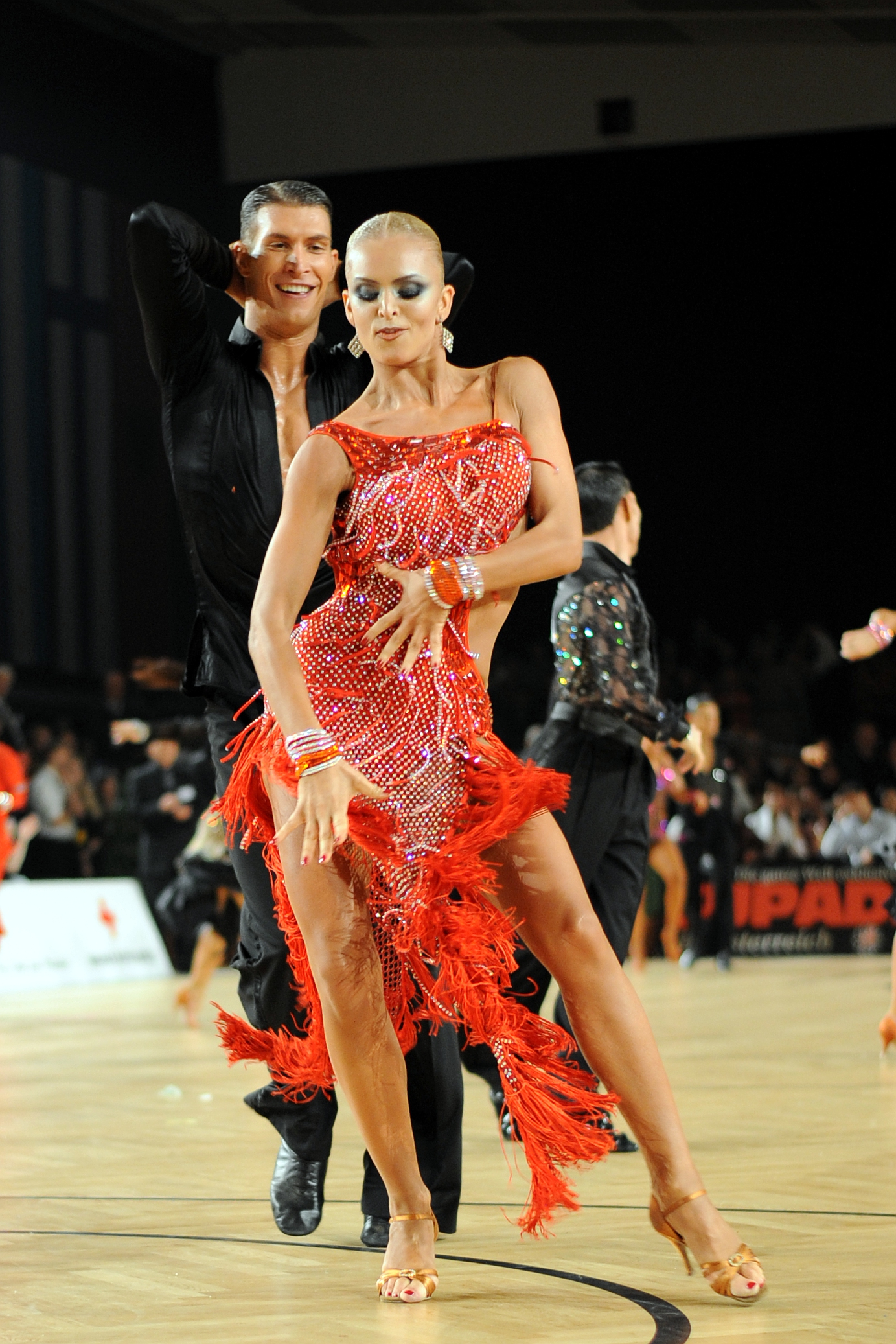
Pareja joven bailando cha-cha-cha en competiciones en Austria.

El chachachá, o simplemente el  cha-cha en los Estados Unidos, es un baile de origen cubano. Se baila con la música del mismo nombre presentada por el compositor y violinista  cubano Enrique Jorrin a principios de la década de 1950. Este ritmo fue desarrollado a partir del danzón-mambo. El nombre de la danza es una onomatopeya derivada del sonido arrastrante de los pies de los bailarines.

## Origen

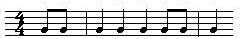
Ritmo del cha-cha

A principios de la década de 1950, Enrique Jorrín trabajó como violinista y compositor en el grupo de charanga Orquesta América. El grupo actuó en salones de baile en La Habana donde tocaron danzón, danzonete y danzon-mambo para multitudes orientadas al baile. Jorrín notó que muchos de los bailarines en estos conciertos tenían dificultades con los ritmos sincopados del danzón-mambo. Para hacer que su música sea más atractiva para los bailarines, Jorrín comenzó a componer canciones donde la melodía se marcaba fuertemente en el primer compás y el ritmo era menos sincopado. Cuando la Orquesta América interpretó estas nuevas composiciones en el Silver Star Club de La Habana, se notó que los bailarines habían improvisado un triple paso en el trabajo de pies produciendo el sonido «cha-cha-cha». Por lo tanto, el nuevo estilo llegó a ser conocido como «cha-cha-cha» y se asoció con un baile donde los bailarines realizan un triple paso.
El patrón básico del juego de pies del chachachá (dos, tres, chachacha) también se encuentra en varias danzas afrocubanas de la religión Santería. Por ejemplo, uno de los pasos utilizados en el baile para el orisha Oggun usa un patrón del juego de pies idéntico. Estas danzas afrocubanas son anteriores al desarrollo del chachachá y fueron conocidas por muchos cubanos en la década de 1950, especialmente las de origen africano. Por lo tanto, algunos han especulado que el juego de pies del chachachá se inspiró en estas danzas afrocubanas.
En 1953, Orquesta América lanzó dos de las nuevas composiciones de Jorrin, «La Engañadora» y «Silver Star», en el sello discográfico cubano Panart. Estas fueron las primeras composiciones de chachachá jamás registradas. Inmediatamente se convirtieron en éxitos en La Habana, y otras orquestas cubanas de charanga imitaron rápidamente este nuevo estilo. Pronto, hubo una locura de chachachá en los salones de baile de La Habana, popularizando tanto la música como el baile asociado. Esta locura pronto se extendió a la Ciudad de México, y en 1955 la música y la danza del chachachá se habían hecho populares en América Latina, los Estados Unidos y Europa Occidental, siguiendo los pasos del mambo, que había sido mundialmente locura unos años antes.

## Descripción
El chachachá se baila con la auténtica música cubana, aunque en los concursos de bailes a menudo se baila al pop latino o al rock latino. La música para el chachachá de salón internacional es enérgica y con un ritmo constante. El chachachá cubano puede involucrar polirritmias complejas.
Los estilos de baile cha-cha-chá pueden diferir en el lugar del chasse en la estructura rítmica. El recuento original de cha-cha cubano y de salón es «dos, tres, chachacha», «cuatro y uno, dos, tres» o «uno, dos, tres, chacha». El baile no comienza en el primer golpe de una barra, aunque puede comenzar con una transferencia de peso hacia la derecha.
Sin embargo, muchos bailarines sociales cuentan «uno, dos, chachacha» y pueden tener dificultades para hacer el ajuste al momento correcto de la danza, «dos, tres, cha-cha, uno».

### Paso básico del chachachá
El patrón básico implica que el líder (generalmente el hombre) da un paso adelante con el pie izquierdo, reteniendo algo de peso con el pie derecho. La rodilla de la pierna derecha debe permanecer doblada y cerca de la parte posterior de la rodilla izquierda, habiéndose enderezado la pierna izquierda justo antes de recibir el peso parcial. Este paso se toma en el segundo tiempo del compás. El peso completo se devuelve a la pierna derecha en el segundo paso (vencer a tres).
El cuarto ritmo se divide en dos, por lo que el recuento de los siguientes tres pasos es 4 y 1. Estos tres pasos constituyen el cha-cha chasse. Un paso hacia el lado se toma con el pie izquierdo, el pie derecho está medio cerrado hacia el pie izquierdo (típicamente dejando ambos pies debajo de las caderas o quizás cerrados juntos), y finalmente hay un último paso hacia la izquierda con el pie izquierdo. La longitud de los pasos en el chasse depende mucho del efecto que el bailarín está tratando de hacer.
El compañero da un paso atrás con el pie derecho, la rodilla se endereza a medida que se toma el peso completo. TLa otra pierna puede permanecer recta. Es posible que se dispare ligeramente, pero no se intenta flexionar deliberadamente la pierna libre. Esto es bastante diferente de la técnica asociada con la salsa, por ejemplo. En el siguiente tiempo (tiempo tres) el peso regresa a la pierna izquierda. Luego se baila un chasse RLR.
Cada compañero ahora está en condiciones de bailar el bar que su pareja acaba de bailar. De ahí que la construcción fundamental del cha-cha se extiende sobre dos barras.
El primer paso verificado es un desarrollo posterior en el estilo de «cha-cha internacional». Debido a la acción utilizada durante el paso adelante (el que toma solo una parte de peso) el patrón básico gira hacia la izquierda, mientras que en tiempos anteriores el cha-cha se bailaba sin rotación de la alineación. Las acciones de cadera pueden ocurrir al final de cada paso. Para los pasos que toman un solo latido, la primera mitad del latido constituye el movimiento del pie y la segunda mitad es captada por el movimiento de la cadera. La oscilación de la cadera elimina cualquier aumento de altura cuando los pies se acercan entre sí. En general, los pasos en todas las direcciones deben tomarse primero con la bola del pie en contacto con el piso, y luego con la bajada del talón cuando se transfiere completamente el peso; sin embargo, algunos pasos requieren que el talón permanezca levantado del piso. Cuando se libera peso de un pie, el talón debe soltarse del piso primero, permitiendo que el dedo mantenga contacto con el piso.

### Movimiento de caderas

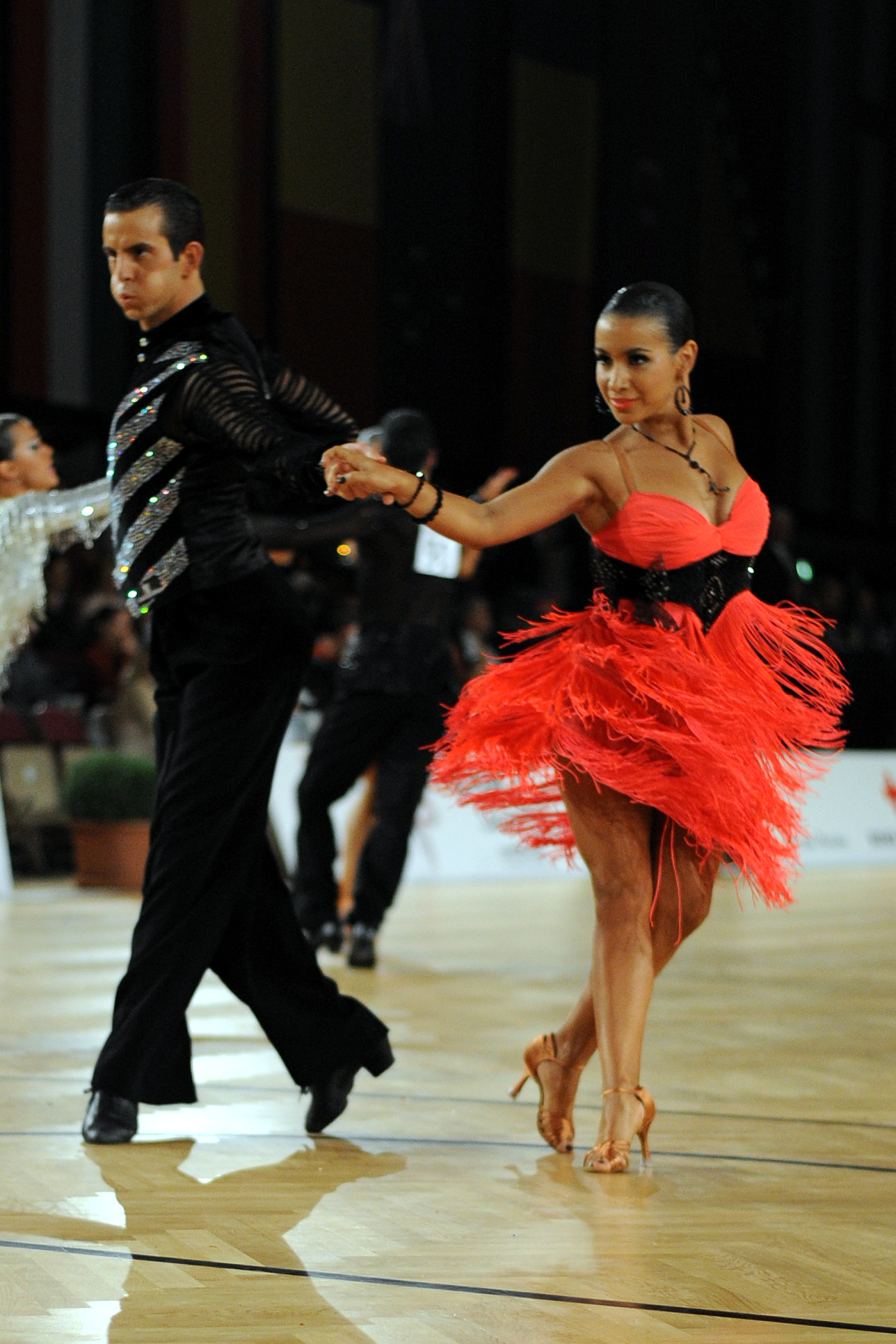
Una niña bailando chachachá. La niña mueve sus caderas mientras mantiene el torso relativamente quieto.

En el estilo American rhythm tradicional, el movimiento de la cadera en latín se logra a través de la acción alternativa de flexión y enderezamiento de las rodillas, aunque en el baile competitivo moderno, la técnica es prácticamente idéntica al estilo «latino internacional».
En el estilo latino internacional, la pierna ponderada casi siempre es recta. La pierna libre se doblará, permitiendo que las caderas se asienten naturalmente en la dirección de la pierna con peso. A medida que se da un paso, una pierna libre se enderezará en el instante antes de que reciba el peso. Entonces debería permanecer recto hasta que esté completamente libre de peso nuevamente.

## Cha-cha de estilo latino internacional
Cha-cha es uno de los cinco bailes del programa "latinoamericano" de competiciones internacionales de bailes de salón.
Como se describió anteriormente, la base de la danza moderna fue establecida en la década de 1950 por Pierre & Lavelle y desarrollada en la década de 1960 por Walter Laird y otros importantes competidores de la época. Los pasos básicos que se enseñan a los estudiantes hoy en día se basan en estas cuentas.
En general, los pasos se mantienen compactos y la danza se baila generalmente sin ningún aumento y caída; esta es la moderna técnica de salón del cha-cha (y de otros bailes de salón).